# Staubbachwaterval
De Staubbachwaterval is een 297 meter hoge waterval in Zwitserland, waarvan het water van de linkerflank van het Lauterbrunnental in het Berner Oberland op de dalbodem valt. Door regelmatig optredende thermiek en wind verstuift het water in alle richtingen, wat de waterval zijn naam heeft gegeven.
De waterval komt dicht bij de dorpskerk van Lauterbrunnen naar beneden. De voet van de waterval is alleen in de zomer toegankelijk (ca. juni tot oktober) over een rotsengalerij. De overige tijd is de toegang wegens ijsslag en mogelijke steenslag gesloten.
De Staubbachwaterval is een van de watervallen die aan de schouders van in de ijstijd gevormde trogdalen in de Alpen zijn ontstaan.
Ten gevolge van de snijdende werking van de gletsjers tijdens de IJstijden werden namelijk eerst de hoge en verticale rotsen gecreëerd. De beken leken daarna in het niets te verdwijnen. De Staubbachwaterval is na de Seerenbachwaterval aan de Walensee (305 meter) en de dichtbij gelegen Buchenbachwaterval (380 meter) en Mürrenbachwaterval (417 meter) de op drie na hoogste waterval in Zwitserland.
Johann Wolfgang von Goethe liet zich in 1779 op zijn tweede reis door Zwitserland door Staubbach inspiriren en scheef daar zijn Gesang der Geister über den Wassern:

Des Menschen Seele

Gleicht dem Wasser:

Vom Himmel kommt es,

Zum Himmel steigt es,

Und wieder nieder

Zur Erde muß es,

Ewig wechselnd.

Strömt von der hohen,

Steilen Felswand

Der reine Strahl,

Dann stäubt er lieblich

In Wolkenwellen

Zum glatten Fels,

Und leicht empfangen,

Wallt er verschleiernd,

Leisrauschend

Zur Tiefe nieder.

Ragen Klippen

Dem Sturz entgegen,

Schäumt er unmutig

Stufenweise

Zum Abgrund.

Im flachen Bette

Schleicht er das Wiesental hin,

Und in dem glatten See

Weiden ihr Antlitz

Alle Gestirne.

Wind ist der Welle

Lieblicher Buhler;

Wind mischt vom Grund aus

Schäumende Wogen.

Seele des Menschen,

Wie gleichst du dem Wasser!

Schicksal des Menschen,

Wie gleichst du dem Wind!

## Weblinks
- Gemeinsame Normdatei: 1028386052
- Virtual International Authority File: 282328512